# 울산창조경제혁신센터
울산창조경제혁신센터(蔚山創造經濟革新센터, Ulsan Center for Creative Economy & Innovation)는 정부·지방자치단체·민간 간 협력을 통한 창조경제 실현 및 확산에 기여하기 위하여 설립된 재단법인이다. 울산광역시 남구 대학로 93 울산대학교 5호관(2층)에 있고, 융합마루가 울산광역시 남구 옥현로 129 벤처빌딩(4층 및 6층)에 있다.

## 관련 규정
- 창조경제 민관협의회 등의 설치 및 운영에 관한 규정[4]

## 연혁
- 2015년 2월 26일 울산창조경제혁신센터 재단법인 설립
- 2015년 3월 2일 초대 박주철 센터장 취임
- 2015년 7월 15일 울산창조경제혁신센터 출범[5]
- 2016년 3월 21일 제2대 권영해 센터장 취임

## 주요 업무
- 조선해양플랜트산업의 재도약 지원
- 첨단 의료자동화 신산업 육성
- 민간 창업보육기관과 혁신센터간 플랫폼 연계
- 지역특화 3D프린팅 산업 육성

## 조직

### 울산창조경제혁신센터장

##### 사무국
| 사업기획본부 | 창업지원본부 | 기업육성본부 | 고용본부 |

## 같이 보기
| - 서울창조경제혁신센터 - 인천창조경제혁신센터 - 경기창조경제혁신센터 | - 강원창조경제혁신센터 | - 세종창조경제혁신센터 - 충북창조경제혁신센터 - 대전창조경제혁신센터 - 충남창조경제혁신센터 | - 전북창조경제혁신센터 - 광주창조경제혁신센터 - 빛가람창조경제혁신센터 - 전남창조경제혁신센터 - 광양창조경제혁신센터 | - 대구창조경제혁신센터 - 경북창조경제혁신센터 - 포항창조경제혁신센터 - 부산창조경제혁신센터 - 경남창조경제혁신센터 | - 제주창조경제혁신센터 | - 민관합동창조경제추진단 - 울산신용보증재단 - 울산항만공사 - 울산과학기술원 - 울산상공회의소 - 울산테크노파크 |